# Posłuszeństwo

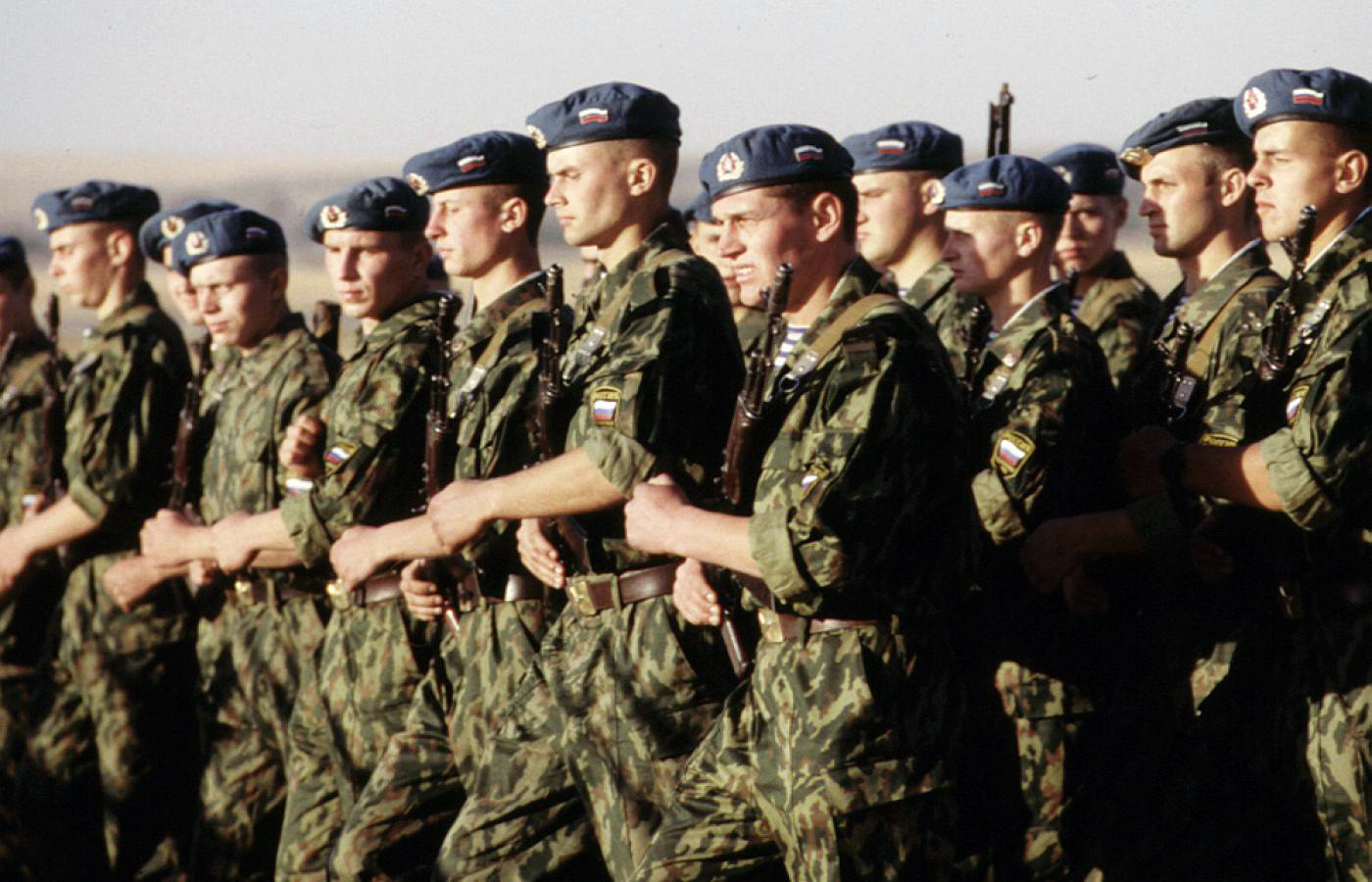
Z posłuszeństwem mamy do czynienia na wielu płaszczyznach. Pierwowzorem posłuszeństwa może być relacja między żołnierzem a jego dowódcą.

Posłuszeństwo – w ludzkim zachowaniu, forma społecznego wpływu, w której osoba podporządkowuje się wyraźnym wskazówkom czy poleceniom od osoby obdarzonej władzą czy autorytetem.

## Prawo rodzinne
Dziecko pozostające pod władzą rodzicielską winne jest rodzicom posłuszeństwo, a w sprawach, w których może samodzielnie podejmować decyzje i składać oświadczenia woli, powinno wysłuchać opinii i zaleceń rodziców formułowanych dla jego dobra. Władza rodzicielska powinna być wykonywana tak, jak wymaga tego dobro dziecka i interes społeczny. Rodzice przed powzięciem decyzji w ważniejszych sprawach dotyczących osoby lub majątku dziecka powinni je wysłuchać, jeżeli rozwój umysłowy, stan zdrowia i stopień dojrzałości dziecka na to pozwala, oraz uwzględnić w miarę możliwości jego rozsądne życzenia. Wychowują oni dziecko pozostające pod ich władzą i kierują nim. Mają też obowiązek troszczyć się o jego fizyczny i duchowy rozwój oraz przygotować je należycie do pracy dla dobra społeczeństwa odpowiednio do jego uzdolnień.

## W chrześcijaństwie

### Kościół katolicki
W Kościele katolickim czy prawosławnym posłuszeństwo, oprócz swojego pierwotnego znaczenia, oznacza rodzaj ślubu składanego przez osoby duchowne. Ewangeliczna rada posłuszeństwa, podejmowana w ślubie posłuszeństwa, zobowiązuje osoby konsekrowane żyjące we wspólnocie do podporządkowania własnej woli właściwym przełożonym tej wspólnoty, którzy rozstrzygają o sprawach dotyczących wspólnoty, zgodnie z własnymi konstytucjami (por. kan. 601 KPK). Wierna realizacja ewangelicznego posłuszeństwa przez wszystkich chrześcijan zapewnia całemu Kościołowi jedność i staje się znakiem jego wiarygodności.
Chrześcijańskie posłuszeństwo bierze za swój wzór Jezusa:

Albowiem jak przez nieposłuszeństwo jednego człowieka wszyscy stali się grzesznikami, tak przez posłuszeństwo Jednego wszyscy staną się sprawiedliwymi.

{{Cytat}} Linki zewnętrzne: "źródło".
Inne biblijne postacie, które odznaczyły się posłuszeństwem, to m.in.:
- Maryja
- św. Józef
- Naaman – wykąpał się siedem razy w rzece, na polecenie Elizeusza[4].

### Świadkowie Jehowy
Świadkowie Jehowy uważają, że najważniejsze jest posłuszeństwo z miłości wobec Jehowy Boga, które oznacza, chętne wykonywanie, wszystkiego o co prosi w Biblii (1J 5:3). Gdy zachodzi rozbieżność między posłuszeństwem wobec władzy a wymaganiami Bożymi, zawsze uwzględniają nadrzędności władzy Boga (Dz 5:29). Takie posłuszeństwo pozwala prowadzić wartościowe życie, a w przyszłości otrzymać wiele błogosławieństw (w tym życia wiecznego w raju na ziemi) (Iz 48:17).